# Zbraslavské náměstí
Zbraslavské náměstí je náměstí v Praze, konkrétně v městské části Zbraslav, která je součástí městského obvodu Praha 5. Náměstí je po obvodu tvořeno obytnými domy, obchody, různými podniky a institucemi, na severní straně pak Zbraslavským zámkem. Uprostřed náměstí vedou silnice, je tam parkoviště a dvě malé plochy zeleně. Na náměstí má zastávku několik autobusových linek. V letech 1921–1927 byl na náměstí vybudován památník obětem 1. světové války.